# Březí (kraj środkowoczeski)
Březí – gmina na Morawach w Czechach, w powiecie Brzecław, w kraju południowomorawskim. Według danych z dnia 1 stycznia 2012 liczyła 1572 mieszkańców.